# معركة بوياكا
معركة بوياكا كانت إحدى المعارك الحاسمة التي ضمنت نجاح حملة تحرير جمهورية غرناطة الجديدة وشكلت بداية استقلال شمال أمريكا الجنوبية. حيث أدت إلى عدة معارك انتصارات أخرى مثل معركة كارابوبو في فنزويلا، معركة بيشينشا في الإكوادور ومعركة ياكوتشو في بيرو. بفضل المعركة حصلت غرناطة الجديدة على استقلالها النهائي عن الملكية الإسبانية، على الرغم من ٱستمرار القتال مع القوات الملكية لسنوات عديدة.
‌